# Robert Kolb (Ingenieur)
Robert Kolb (* 18. Januar 1867 in Dortmund; † 30. September 1909) war ein deutscher Ingenieur und Schaffer des Hauptwanderwegenetzes durch das Sauerland.

## Leben
Robert Kolb war von 1901 bis 1909 Vorsitzender der 1891 gegründeten Abteilung Hagen des Sauerländischen Gebirgsvereins, der mit 1.700 Mitgliedern der stärksten Abteilung dieser Zeit, und stellvertretender Vorsitzender des Gesamtvereins.

## Verdienste
In seiner Funktion als Vorsitzender der Wegekommission des Wandervereins (Hauptwegewart) arbeitete Robert Kolb ein Netz von Wanderstrecken in Sauerland und eine neue Systematik für die Wegzeichen der bisher vorhandenen Wege aus. Er erdachte als Markierung für diese nun sogenannten Hauptwanderstrecken ein weißes Andreaskreuz und weitere einfache, weiße Geometrien für die untergeordneten Wanderwege, wie sie zum Großteil heute noch im Vereinsgebiet (Sauerland, Bergisches Land, südliches Ruhrgebiet) für die Markierung von Wanderwegen verwendet werden.
Das weiße Andreaskreuz wurde von zahlreichen anderen Wandervereinen in Deutschland für deren Hauptwanderwege, unter anderem für die Europäischen Fernwanderwege, übernommen. Schon 1907 waren 3.000 Kilometer Hauptwanderwege und ca. 3.000 km Ortswanderwege nach seiner Systematik gekennzeichnet.

## Ehrungen
- 1913: Errichtung des Robert-Kolb-Turms auf der Nordhelle im Ebbegebirge.
- Umbenennung des 190 Kilometer langen Hauptwanderwegs X6 von Hagen nach Bad Wildungen in Robert-Kolb-Weg.
- Gedenktafel auf der Nordhelle
- 1929 Benennung der Kolbstraße in Aplerbeck.[2]
- Benennung eines Wanderwegs im Hagener Stadtwald nach Robert Kolb.